# Homero Freitas de Andrade
Homero Freitas de Andrade (São Paulo, 23 de janeiro de 1952 - São Paulo, 7 de março de 2020) foi professor do departamento de Letras Orientais (russo) na Universidade de São Paulo (USP), além de tradutor de obras da cultura russa e italiana.

## Biografia
Homero Freitas de Andrade graduou-se em Português e Russo pela Universidade de São Paulo (1975), e posteriormente defendeu mestrado (1984) e doutorado (1994) em Letras pela mesma universidade, nas áreas de Teoria Literária e Literatura Comparada.
Começou a traduzir do russo ainda muito jovem, durante a graduação. Posteriormente, passou a traduzir do italiano, tendo sido responsável pela primeira tradução de O Nome da Rosa de Umberto Eco no Brasil (em parceria com Aurora Fornoni Bernardini, sua professora e orientadora na USP)  e pela tradução das principais obras de Natalia Ginzburg (Caro Michele, A Família Manzoni, Léxico Familiar). Também fez traduções do francês, de obras teoria literária e era escritor.  Homero nunca se dedicou a traduções indiretas (traduções de traduções), mas já participou de traduções coletivas e com mais frequência, de co-traduções.
Ao lado de Aurora Fornoni Bernardini, foi indicado duas vezes para o Prêmio Jabuti de tradução com os trabalhos "Cartas a Suvórin" de Anton Tchékhov (Edusp), em 2003; e "O Enxerto/ O Homem, a Besta e a Virtude" de Luigi Pirandello (Edusp), em 2004. Em 2006, venceu o Prêmio APCA pela tradução de O Exército de Cavalaria, de Isaac Babel (Cosac Naify, com Aurora Moroni Bernardini).
Era Professor Doutor MS-3 da Universidade de São Paulo quando morreu em 07 de março de 2020. A cremação ocorreu no dia seguinte no Cemitério da Vila Alpina, em São Paulo
Deixou um legado para a área de línguas estrangeiras que se debruçava principalmente sobre a prosa russa do século XX, a prosa satírica, a vida e obra de Mikhail Bulgákov e a prosa soviética.